# 吉柳咲良
吉柳 咲良（きりゅう さくら、2004年〈平成16年〉4月22日 - ）は、日本の女優、声優、歌手。本名、柳田 咲良（やなぎた さくら）。
栃木県出身。ホリプロ所属。第41回ホリプロタレントスカウトキャラバン「PURE GIRL 2016」グランプリ。

## 経歴
2016年9月19日に開催された第41回ホリプロタレントスカウトキャラバン「PURE GIRL 2016」で、歴代最年少となる12歳でグランプリを受賞。同年10月28日、芸名が「吉柳 咲良」に決定したことが発表される。
2017年2月にミュージカル『ピーター・パン』の10代目ピーター・パン役に抜てきされ、同年7月に女優としてデビューを果たす。ホリプロタレントスカウトキャラバンのグランプリ受賞者の起用は初代グランプリの榊原郁恵以来36年ぶりであり、12歳での起用は5代目の笹本玲奈と並んで最年少タイとなる。2018年、2019年の公演でも引き続きピーター・パン役を務め、2019年の公演では初めて座長となった。2020年にも公演が予定されていたが、新型コロナウイルスの影響で全公演が中止となった。2021年の公演で4度目のピーター・パン役。2022年、ピーター・パン役を卒業することが発表され、8月14日に卒業を迎えた。
2019年7月19日公開のアニメ映画『天気の子』（新海誠監督）に、ヒロイン・天野陽菜の弟・凪役で出演。同年9月20日公開の『初恋ロスタイム』のヒロイン・篠宮時音役で映画デビュー。
2020年3月24日に自身で中学校を卒業したことを発表。
2021年1月には同時期に撮影および放映スケジュールの都合によって、火9ドラマ『青のSP-学校内警察・嶋田隆平-』（関西テレビ・フジテレビ）、よるドラ『ここは今から倫理です。』（NHK総合）2作品に出演してテレビドラマ初出演を果たしたことで注目を集める。
2022年7月25日に所属事務所が新型コロナウイルスに感染したことを発表。卒業公演であるミュージカル『ピーターパン』の東京公演が中止された。
2024年4月21日にデビュー曲「Pandora」をユニバーサルミュージックの社内レーベルVirgin Musicよりリリースしソロアーティストとしてデビュー。同楽曲では、麦野優衣（作詞）、Ryosuke Sakai（作曲）との共作という形ではあるが、吉柳も作詞・作曲に挑戦した。同年5月から上演のミュージカル『ロミオ&ジュリエット』でヒロイン・ジュリエット役をつとめる。
2025年4月17日から上演の舞台『リンス・リピート -そして、再び繰り返す-』で初めてストレートプレイに挑み、摂食障害を患う娘役を演ずる。

## 人物
- タレントスカウトキャラバン審査の際の自己PRではヒップホップダンスを披露[2]。幼稚園の頃から夢だった女優になることを目指して、ダンスを学んだ[29]。
- タレントスカウトキャラバンの先輩である石原さとみに憧れ、「神のような存在」と表現する[30]。
- アクションが好きで、ジャッキー・チェンの作品はDVDを借りてほとんど観ている[29]。
- 小さいころからの習慣で、パンダとトラのぬいぐるみがないと眠れない（2017年時点）[31]。

## 出演

### 映画
- 初恋ロスタイム（2019年9月20日） - ヒロイン・篠宮時音 役[18]
- 劇場版 君と世界が終わる日に FINAL（2024年1月26日） - 謎の女性（間宮未来） 役[32]
- 聖☆おにいさん THE MOVIE〜ホーリーメン VS 悪魔軍団〜（2024年12月20日） - 女子ーズ グリーン 役[33]

### テレビドラマ
- 青のSP―学校内警察・嶋田隆平―（2021年1月12日 - 3月16日、関西テレビ・フジテレビ） - 三村翔子 役[34]
- ここは今から倫理です。（2021年1月16日 - 3月13日、NHK総合） - 高崎由梨 役[35]
- スナック キズツキ 第6話 - 第9話（2021年11月12日 - 12月3日、テレビ東京） - 鈴木芽衣 役[36]
- 未来への10カウント（2022年4月14日 - 6月9日、テレビ朝日） - 西山愛 役[37]
- 星降る夜に（2023年1月17日 - 3月14日、テレビ朝日） - 北斗桜 役[38]
- リズム（2023年7月5日 - 7月26日、フジテレビ） - ヒロイン・立花めぐみ 役[39]
- 褒めるひと褒められるひと 第6週 - 最終週（2023年7月17日 - 8月3日、NHK総合） - 柴田弥生 役
- ギフテッド Season1 第5話・第6話（2023年9月9日・16日、東海テレビ・フジテレビ） - 羽森優奈 役
- アイドル誕生 輝け昭和歌謡（2023年12月1日、NHK BSプレミアム4K / 2024年1月2日、NHK BS）- 山口百恵 役[40]
- 松本清張ドラマスペシャル 第一夜「顔」（2024年1月3日、テレビ朝日） - 石岡紗由美 役[41]
- 連続テレビ小説 ブギウギ（2024年3月18日 - 29日、NHK）- 水城アユミ 役[42][43]
- マル秘の密子さん（2024年7月13日 - 9月28日、日本テレビ） - 今井彩 役[44]
- 大河ドラマ 光る君へ 最終回（2024年12月15日、NHK） - ちぐさ（菅原孝標女） 役[45][46]
- 御上先生（2025年1月19日 - 3月23日、TBS） - 椎葉春乃 役[47][48]

### 配信ドラマ
- 僕の愛しい妖怪ガールフレンド（2024年3月22日、Amazon Prime Video） - 小宮山光 役[49]
- 今際の国のアリス シーズン3（2025年9月25日配信予定、Netflix）[50]

### 舞台
- ミュージカル 『ピーター・パン』 - 主演・ピーター・パン 役
  - 2017年7月24日 - 8月3日、東京国際フォーラム / 8月5日・6日、静岡市清水文化会館マリナート / 8月12日・13日、梅田芸術劇場[1][7][29][30]
  - 2018年7月22日 - 8月1日、東京国際フォーラム ホールC / 8月12日、梅田芸術劇場 メインホール / 8月22日・23日、金沢歌劇座 / 8月25日・26日、御園座[8][51]
  - 2019年7月21日 - 28日、彩の国さいたま芸術劇場大ホール / 8月2日 - 5日、カルッツかわさき（川崎市スポーツ・文化総合センター）ホール / 8月18日、梅田芸術劇場メインホール / 8月24日・25日、富山オーバード・ホール / 御園座[9]
  - 2020年は、新型コロナウイルスの影響により、予定されていた全公演が中止[12][注 2]。
  - 2021年7月22日 - 8月1日、めぐろパーシモンホール 大ホール / 2021年8月7日 - 8日、相模女子大学グリーンホール / 2021年8月21日・22日、仙台銀行ホール イズミティ21・大ホール / 2021年8月28日・29日、御園座[13][52]
  - 2022年7月23日・24日[注 3]、東京国際フォーラム ホールC / 8月13日・14日、梅田芸術劇場 メインホール[53][16]
- ミュージカル『デスノート THE MUSICAL』（2020年1月20日 - 2月9日、東京建物 Brillia HALL / 2月22日・23日、静岡市清水文化会館マリナート / 2月29日・3月1日、梅田芸術劇場メインホール / 3月6日・3月8日、博多座） - ヒロイン・弥海砂 役[54][55][56]
- ミュージカル『ロミオ&ジュリエット』（2024年5月16日 - 6月10日、新国立劇場 中劇場 / 6月22日・23日、刈谷市総合文化センター / 7月3日 - 15日、梅田芸術劇場 メインホール） - ヒロイン・ジュリエット 役（奥田いろはとWキャスト）[26]
- 舞台『リンス・リピート -そして、再び繰り返す-』（2025年4月17日 - 5月6日、紀伊國屋サザンシアター TAKASHIMAYA / 5月10日・11日、京都劇場） - レイチェル 役[27][57]
- チ。-地球の運動について-（2025年10月8日 - 26日〈予定〉、新国立劇場 中劇場 / 11月8日・9日〈予定〉、御園座 / 11月15日・16日〈予定〉、 呉信用金庫ホール / 11月21日 - 23日〈予定〉、梅田芸術劇場 メインホール / 11月29日・30日〈予定〉、J:COM北九州芸術劇場 大ホール） - ドゥラカ 役 他[58][59]

### 劇場アニメ
- 天気の子（2019年7月19日） - 天野凪 役[17][60]
- かがみの孤城（2022年12月23日） - アキ 役[61]

### 吹き替え
- 白雪姫（2025年3月20日公開） - 白雪姫 役（レイチェル・ゼグラー）[62]

### バラエティ番組
- 今日から友達になれますか?（2019年7月15日、フジテレビ）
- 全力!脱力タイムズ（2023年7月28日 、フジテレビ） - タレントゲスト

## 書籍

### 雑誌
- LOVE berry（2017年5月、徳間書店） - モデル

### 写真集
- 吉柳咲良1st写真集『Only』（2024年3月22日発売、撮影：東京祐、 講談社、ISBN 978-4065337943）[63][64]

## ディスコグラフィ

### 配信シングル
- Pandora（2024年4月21日）[3]
- Crocodile（2024年8月30日）[65]